# الدوير (القفر)

تعديل مصدري - تعديل

الدوير محلة تابعة لقرية المشاقب، التابعة لعزلة بني مهدى بمديرية القفر إحدى مديريات محافظة إب في الجمهورية اليمنية، بلغ تعداد سكانها 42 حسب تعداد اليمن لعام 2004.